# عملگر دالامبر
در نسبیت خاص، الکترومغناطیس و تئوری موج،  عملگر دالامبر (به انگلیسی: d'Alembert operator) یا دالامبرین (به انگلیسی: D'Alembertian) یاعملگر موج (به انگلیسی: wave operator) که با {\displaystyle \Box } نمایش داده می‌شود، عبارت است از عملگر لاپلاس روی فضای مینکوفسکی این عملگر بعد از دانشمند فرانسوی ژان لو رون دالامبر نامگذاری شد.
در فضای مینکوفسکی و محورهای مختصات (t, x, y, z) به فرم زیر است:
{\displaystyle {\begin{aligned}\Box &=\partial ^{\mu }\partial _{\mu }=g^{\mu \nu }\partial _{\nu }\partial _{\mu }={\frac {1}{c^{2}}}{\frac {\partial ^{2}}{\partial t^{2}}}-{\frac {\partial ^{2}}{\partial x^{2}}}-{\frac {\partial ^{2}}{\partial y^{2}}}-{\frac {\partial ^{2}}{\partial z^{2}}}\\&={\frac {1}{c^{2}}}{\partial ^{2} \over \partial t^{2}}-\nabla ^{2}={\frac {1}{c^{2}}}{\partial ^{2} \over \partial t^{2}}-\Delta ~~.\end{aligned}}}
که در آن ∇² عملگر لاپلاس در سه بعد و gμν معکوس متریک مینکوفسکی با :{\displaystyle g_{00}=1}, {\displaystyle g_{11}=g_{22}=g_{33}=-1}, {\displaystyle g_{\mu \nu }=0} for {\displaystyle \mu \neq \nu }.